# Birgit Ramsauer
Birgit Ramsauer (* 1962 in Nürnberg) ist eine  bildende Künstlerin.

## Leben
Ramsauer studierte an der Akademie der Bildenden Künste Nürnberg bei Heinz Schillinger und Werner Knaupp.
Ihr Werk umfasst Objekte und Malerei ebenso wie Installationen und Performances, die sie filmisch und fotografisch dokumentiert, woraus wiederum eigenständige Arbeiten entstehen. Das geschieht orts- und situationsbezogen: Entstehungs- und Präsentationsort ihrer Arbeiten sind meist identisch. In manchen Werk-Serien beleuchtet sie ein Konzept aus unterschiedlichen Blickwinkeln oder entwickelt neue Konzepte in kritischer Auseinandersetzung mit vorherigen. Sie ist Gründerin des Internationalen Münchner Kunstfilmfestivals.
Birgit Ramsauer lehrte als Gastprofessorin an The Cooper Union/NYC, Atlanta Tech/Atlanta, Riga Akademie/Lettland ist seit Jahren Dozentin an der HKS Ottersberg tätig als Dozentin für Performance. Ihre neuesten Arbeiten seit 2016 sind prosalyrische Texte, die als Soundinstallationen imaginäre Skulpturen und Performances Arbeiten im Kopf der Zuhörer entstehen lassen. siehe Arp Museum, Rolandseck 18 Szenen mit Meier Gerisch Stiftung Skulpturenbrüter Sie lebt zeitweise in Berlin und New York.

## Werke
- 1997–99 Art-home-less. Aktionen in den Straßen von New York (1997), Moskau (1998), Marseilles (1998) und Berlin (1999). Thema: „Heimatlosigkeit“; „Schutzlosigkeit von Kunst“ im öffentlichen Raum

eine der Performances in Berlin, „Air Condition“, ist Teil des Films von Manfred Wilhelms, „Legende vom Potsdamer Platz“, die auf der Berlinale 2001 uraufgeführt wurde
- 2001 Hush! Gaffer-Tape-Aktion (Umrisse von „Passanten“ werden umklebt)
- 2004 Spinet Project, an Experiment on Gesamtkunstwerk in New York (u. a. mit Uraufführung der Komposition Birgit’s Toy von Horst Lohse in der Cooper Union)[4]
- 2007 Neun Schrauben. Videofilm (verarbeitet eine Serie von Installationen im südschwedischen Ystad zu einem „surrealen Krimi“)
- Berlinische Galerie „NeueHeimat“ (Gruppe, Katalog)
- 2007 „Sand in the Gear“, Projekt Kulturamt Chicago(Einzel)
- Performance „Waiting Standpoint“ Neue Nationalgalerie Berlin
- „Odem“, Videoinstallation, 1000 Jahre Erzbistum Bamberg, Egidienkirche Nürnberg
- “Dialogue with the Unknown Artist”, Deutsches Haus, NY (Einzel)
- “Paris in my Mind”, Galerie Michael Steinberg Fine Art, NY (Einzel)
- “Himmelssüchtig”, Städtische Galerie Bremen, (Einzel), Frauenmuseum, Bonn (Gruppe)
- 2007/08 Filmemacherabend Millennium Film Forum NYC
- „Maulwürfe“, Galerie Open, Berlin, Soloshow
- 2010 Komiteemitglied Feldforschungsfestival FFF_K, Akademie der Künste Berlin,
- M4/M5 Performancefestival Berlin,
- „Maulwürfe“, Rendez-vous mit Kunst, Berlin, Kuratorin Isabelle Meiffert,
- solo voice in "Organi, Stefano Giannotti, Deutschlandradiouraufführung
- 2011 „Heimsucher und Kosmopolit“, Bühne + Liveperformance, Oxymoron Dance, Potsdam
- „Hellwach“ permanente Soundinstallation Literaturarchiv Sulzbach
- 2012 "Graupelwetter”, Scotty Enterprises Kunstverein, Berlin, Soloshow
- „Spinet – an experiment on Gesamtkunstwerk“, Direktorenhaus, Illustrative, Berlin
- 2015: „Hellwach“, Deutsches Haus, NYC, Gerhard Marcks Haus, Bremen „Ich bin keine Bildhauerin!“
- 2017: permanente Installation Arpmuseum „18 Szenen mit Meier“
- 2021: permanente Installation „Skulpturenbrüter“, 20 Jahre Gerisch Foundation, Neumünster